# Daniel Kurucz
Daniel Kurucz (* 3. března 1968) je český manažer a basketbalový trenér, mj. od února do listopadu 2014 generální ředitel a předseda představenstva Českých drah, od začátku června 2018 do listopadu 2019 generální ředitel a předseda představenstva Vítkovice Heavy Machinery. V letech 2020 až 2021 byl předsedou představenstva společnosti Kovosvit MAS, od roku 2021 je ředitelem společnosti Alstom Czech Republic, dceřiné společnosti francouzského železničního giganta ALSTOM.

## Život

### Vzdělání
Vystudoval Vysokou školu ekonomickou v Praze se specializací na zahraniční obchod a získal tak titul Ing. Později v roce 2008 získal na Českém vysokém učení technickém v Praze (a Sheffield Hallam University) titul MBA v oboru řízení průmyslových podniků. Absolvoval studijní pobyty ve švédském Stockholmu a ve švýcarském Lausanne. Je také absolventem Trenérské školy basketbalu na FTVS Univerzity Karlovy v Praze.

### Manažer
Kariéru začal v roce 1991 v logistice firmy Lagermax. Pracoval ve vrcholovém managementu nadnárodních společností jako japonský Fujifilm (1997 až 1999), kde měl na starosti vytvoření a zásobování filiálek na Balkáně; dále pak Carborundum; ve švédské strojírenské společnosti Sandvik AB nebo v Agrofert Holding, kde vedl divizi speciální chemie (řídil mj. pardubickou chemičku Synthesia, dále Precheza, Fatra, VUOS atd. a také společnost Precheza TongLing v Číně). Šéfoval také společnostem v Indii, Číně, Kanadě a USA.
Od února 2011 do března 2013 byl členem představenstva Agrofertu.
V dubnu 2013 se stal výkonným ředitelem pro provoz a techniku v akciové společnosti České dráhy (ČD), na konci července 2013 pak členem představenstva ČD a od 1. října 2013 náměstkem generálního ředitele ČD pro ekonomiku a techniku. Byl předsedou dozorčí rady ČD Cargo, a.s., DPOV, a.s., ČD Telematika, a.s. a Výzkumného ústavu železničního (VUŽ), a.s.[zdroj?]
Po odvolání Dalibora Zeleného byl s účinností od 21. února 2014 zvolen generálním ředitelem a předsedou představenstva ČD. Avšak o osm měsíců později, dne 10. listopadu 2014, byl dozorčí radou odvolán z funkce předsedy představenstva. Jako důvod byla uvedena dlouhodobě nefungující komunikace mezi předsedou představenstva a ministrem dopravy.
Dne 14. června 2018 byl jmenován členem představenstva společnosti Vítkovice Heavy Machinery. Následující měsíc byl zvolen místopředsedou představenstva, od prosince 2018 do září 2019 byl předsedou představenstva.
Od roku 2021 pracuje v pozici Generálního ředitele pro Českou republiku a Slovensko francouzského železničního giganta, Alstom Group.[zdroj?]

### Basketbalový trenér
Daniel Kurucz je také trenérem basketbalu s profesionální licencí kategorie A. Trénoval ženský tým DSK Basketball Nymburk, který se v sezóně 2015–2016 probojoval do čtvrtfinále FIBA Eurocup, vyhrál Český pohár a v nejvyšší české soutěži, Ženské basketbalové lize skončil stříbrný. Daniel Kurucz byl podle eurobasket.com (stránky FIBA) vyhlášen Trenérem roku 2016 v České republice a v Eurocup Women dle serveru Eurobasket.com. V roce 2017 vedl reprezentační tým žen České republiky na Hrách Světové Univerziády v Taipei (asistent Pavel Kubálek, ved. dr. Ivan Zachara), kde tento tým vybojoval konečné 8. místo. V roce 2019 vybojoval Univerziádní tým žen pod vedením Daniela Kurucze (asistent a ved. družstva bývalý elitní euroligový rozhodčí Ivan Zachara) opět ve světové konkurenci 7. místo. V roce 2023 skončil na Světové Univerziádě s týmem České republiky na 7. místě. Vedoucí družstva byla brandýská kapitánka Jana Maršíková. Od r. 2020 trénuje ve svém městě Brandýs nad Labem-Stará Boleslav. Postupně s týmem žen postoupil z 3. nejvyšší soutěže do profesionální Ženské basketbalové ligy (ŽBL). Jako hlavní trenér DSK Basketball Brandýs odkoučoval v únoru 2024 svůj 250. ligový zápas, což ho řadí na 6. místo historických tabulek české nejvyšší soutěže.  Dan Kurucz se stal trenérem roku 2023 Brandýs nad Labem-Stará Boleslav.[zdroj?]

### Soukromý život
Daniel Kurucz bydlí v Brandýse nad Labem v části Královice a od roku 1999 je ženatý -  s manželkou Stanislavou mají syna Davida (* 2000) a dceru Kláru (* 2003).[zdroj?]